# Sidney Yates
Sidney Richard Yates (Chicago, 27 augustus 1909 - Washington D.C., 5 oktober  2000) was een Amerikaans politicus.

## Levensloop
Yates studeerde af aan de Universiteit van Chicago. Tijdens de Tweede Wereldoorlog was hij in dienst van de Amerikaanse marine.
Van 1949 tot 1963 en van 1965 tot 1999 was hij lid van het Huis van Afgevaardigden voor de Democratische Partij. In 1964 diende hij korte tijd voor de Verenigde Naties, maar keerde het jaar erop weer terug in de VS-politiek. In 1962 deed hij een vergeefse poging om voor de staat Illinois in het Amerikaanse Congres te komen. Hij verloor echter van Everett Dirksen.
Omdat stiletto's werden gebruikt door straatbendes en onder hen een symboolfunctie zouden hebben, streefde Yates een verbod van dit mestype na. Zijn initiatief werd succesvol met de bekrachtiging van het verbod in de Switchblade Knife Act van 1958.
Voor de subcommissie Foreign Operations was hij een groot bepleiter van Amerikaanse steun aan Israël. Verder ijverde hij voor de oprichting van het United States Holocaust Memorial Museum. Andere thema's in zijn loopbaan waren in het bijzonder op het gebied van kunst en natuurbehoud.

## Erkenning
In 1993 werd hij door president Bill Clinton onderscheiden met de Presidential Citizens Medal en in 1997 won hij een Four Freedoms Award in de categorie vrijheid van meningsuiting. In 1999 werd het gebouw Auditors Building Complex in Washington D.C. omgenoemd naar de Sidney Yates Building. Hier is tegenwoordig de United States Forest Service gevestigd.
- Library of Congress Control Number: n99053756
- National Archives and Records Administration: 10574585
- SNAC: w64n9w9t
- Biographical Directory of the United States Congress: Y000013
- Virtual International Authority File: 68262595
- WorldCat: E39PBJgMG3hw3YccPR4dMgmWXd